# Вейсенберг, Исаак Меир
Исаак Меир Вейсенберг (1881[…], Желехув, Мазовецкое воеводство — 13 августа 1938, Варшава) — польский еврейский писатель

 и литературный критик. В первом издании «Большой советской энциклопедии» назван как Ицхок Мейер Вайсенберг.

## Биография
Родился в 1881 году в местечке Желехув Седлецкой губернии Царства Польского в семье рабочего. Получив элементарное образование до 25 лет был мастеровым в Варшаве и Лодзи. 
Начал литературную деятельность рассказом «Век проходит, век приходит», хорошо встреченный еврейской критикой. 
Широкое признание принесла ему изданная в 1906 году повесть «Городок», отражающая революционные дни 1905 года в еврейском местечке в Польше. Это произведение, которое до сих пор считается многими критиками его главным достижением, была литературным ответом на одноименную повесть Шолома Аша. В отличие от сентиментального взгляда Аша на восточноевропейское еврейское единство в последние годы Российской империи, Вайсенберг использовал натуралистическую форму для исследования глубоких разногласий между евреями, как правило, по классовому признаку. Вейсенберг — реалист с незаурядными способностями к пластическому письму. 
После смерти Переца в 1915 году Вайссенберг стал главной силой в польском идишском издательстве, взяв на себя роль Переца как промоутера молодых талантов, редактора и издателя периодических изданий и книг. 
После октябрьского переворота 1917 года почти полностью отошёл от беллетристики и всецело отдался критике и публицистике, убеждённо ведя борьбу против обывательщины, захлестнувшей еврейскую литературу в Польше.
Вейсенберг боролся против доминирования «литваков» (евреев Литвы и других регионов, где говорят на том же диалекте идиша) в общественной и литературной жизни новой независимой Польши. Часть его оппозиции этому доминированию приняла форму введения им многих местных польско-идишских терминов в свои произведения, которые теперь считаются особенно привлекательной чертой его произведений, а также уникальной орфографии, основанной на польско-идишском произношении.
Исаак Меир Вейсенберг умер 13 августа 1938 года в Варшаве и был погребён на Еврейском кладбище Варшавы; его похороны привлекли тысячи скорбящих из числа его читателей.